# Wahlkreis Clacton

Wahlkreis Clacton in seinen Grenzen ab 2023

Der Wahlkreis mit den Grenzen von 2007

Der Wahlkreis Clacton ist ein Wahlkreis für das britische Unterhaus in der Grafschaft Essex. Der Wahlkreis wurde 2010 geschaffen und deckt einen Großteil von Clacton-on-Sea, Frinton-on-Sea und Walton-on-the-Naze ab. 2023 wurden seine Grenzen angepasst. Er entsendet einen Abgeordneten ins Parlament.

## Geschichte
Der Wahlkreis wurde 2007 aus dem ehemaligen Wahlkreis Harwich geschaffen und wurde seit der Unterhauswahl 2010 bis zur Unterhauswahl 2017 von Douglas Carswell, dem Repräsentanten des Vorgängerwahlkreises Harwich vertreten. Carswell wechselte 2014 von der Conservative Party zur UKIP und wurde für diese in einer Nachwahl im selben Jahr und erneut bei der Unterhauswahl 2015 im Amt bestätigt. Bei den Unterhauswahlen 2017 und 2019 wurde der Wahlkreis von Giles Watling (Konservative) gewonnen. Bei der Unterhauswahl 2024 war Reform-UK-Parteiführer Nigel Farage erfolgreich.
Der Wahlkreis wies im April 2013 eine Arbeitslosigkeit von 4,4 % auf. Dieser Wert lag damit geringfügig höher als der nationale Durchschnitt von 3,8 %.

## Bisherige Vertreter
| Wahl               | Wahl                  | Abgeordneter     | Abgeordneter     | Partei             | Stimmenanteil bei der Wahl |
| ------------------ | --------------------- | ---------------- | ---------------- | ------------------ | -------------------------- |
|                    | Unterhauswahl 2010    | Douglas Carswell | Douglas Carswell | Conservative Party | 53,0 %                     |
|                    | Nachwahl 9. Okt. 2014 | Douglas Carswell | Douglas Carswell | UKIP               | 59,7 %                     |
| Unterhauswahl 2015 | UKIP                  | Douglas Carswell | Douglas Carswell | 44,4 %             |                            |
|                    | Unterhauswahl 2017    | Giles Watling    | Giles Watling    | Conservative Party | 61,2 %                     |
| Unterhauswahl 2019 | 72,3 %                | Giles Watling    | Giles Watling    | Conservative Party |                            |
|                    | Unterhauswahl 2024    | Nigel Farage     | Nigel Farage     | Reform UK          | 46,2 %                     |

## Ergebnisse

### Parlamentswahl 2010
| Kandidaten           | Kandidaten        | Parteien                         | Stimmen | %    |
| -------------------- | ----------------- | -------------------------------- | ------- | ---- |
|                      | Douglas Carswell  | Conservative Party               | 22.867  | 53,0 |
|                      | Ivan Henderson    | Labour Party                     | 10.799  | 25,0 |
|                      | Michael Green     | Liberal Democrats                | 5.577   | 12,9 |
|                      | Jim Taylor        | British National Party           | 1.975   | 4,6  |
|                      | Terry Allen       | Tendring First                   | 1.078   | 2,5  |
|                      | Chris Southall    | Green Party of England and Wales | 535     | 1,2  |
|                      | Chris Humphrey    | unabhängig                       | 292     | 0,7  |
| Gesamt               | Gesamt            | Gesamt                           | 43.123  | 100  |
|                      |                   |                                  |         |      |
| Ungültige Stimmen    | Ungültige Stimmen | Ungültige Stimmen                | 81      | 0,2  |
| Wähler               | Wähler            | Wähler                           | 43.204  | 64,3 |
| Wahlberechtigte      | Wahlberechtigte   | Wahlberechtigte                  | 67.194  |      |
|                      |                   |                                  |         |      |
| Quelle: UK Parlament |                   |                                  |         |      |

### Nachwahl 2014
Die Wahl fand am 9. Oktober statt.
| Kandidaten           | Kandidaten        | Parteien                            | Stimmen | %    |
| -------------------- | ----------------- | ----------------------------------- | ------- | ---- |
|                      | Douglas Carswell  | UK Independence Party               | 21.113  | 59,7 |
|                      | Giles Watling     | Conservative Party                  | 8.709   | 24,6 |
|                      | Tim Young         | Labour Party                        | 3.957   | 11,2 |
|                      | Chris Southall    | Green Party of England and Wales    | 688     | 1,9  |
|                      | Andy Graham       | Liberal Democrats                   | 483     | 1,4  |
|                      | Bruce Sizer       | unabhängig                          | 205     | 0,6  |
|                      | Howling Laud Hope | Official Monster Raving Loony Party | 127     | 0,4  |
|                      | Charlotte Rose    | unabhängig                          | 56      | 0,2  |
| Gesamt               | Gesamt            | Gesamt                              | 35.338  | 100  |
|                      |                   |                                     |         |      |
| Wahlberechtigte      | Wahlberechtigte   | Wahlberechtigte                     | 69.118  |      |
|                      |                   |                                     |         |      |
| Quelle: UK Parlament |                   |                                     |         |      |

### Parlamentswahl 2015
| Kandidaten           | Kandidaten        | Parteien                         | Stimmen | %    |
| -------------------- | ----------------- | -------------------------------- | ------- | ---- |
|                      | Douglas Carswell  | UK Independence Party            | 19.642  | 44,4 |
|                      | Giles Watling     | Conservative Party               | 16.205  | 36,7 |
|                      | Tim Young         | Labour Party                     | 6.364   | 14,4 |
|                      | Chris Southall    | Green Party of England and Wales | 1.184   | 2,7  |
|                      | David Grace       | Liberal Democrats                | 812     | 1,8  |
| Gesamt               | Gesamt            | Gesamt                           | 44.207  | 100  |
|                      |                   |                                  |         |      |
| Ungültige Stimmen    | Ungültige Stimmen | Ungültige Stimmen                | 168     | 0,4  |
| Wähler               | Wähler            | Wähler                           | 44.375  | 64,4 |
| Wahlberechtigte      | Wahlberechtigte   | Wahlberechtigte                  | 68.936  |      |
|                      |                   |                                  |         |      |
| Quelle: UK Parlament |                   |                                  |         |      |

### Parlamentswahl 2017
| Kandidaten           | Kandidaten        | Parteien                         | Stimmen | %    |
| -------------------- | ----------------- | -------------------------------- | ------- | ---- |
|                      | Giles Watling     | Conservative Party               | 27.031  | 61,2 |
|                      | Natasha Osben     | Labour Party                     | 11.203  | 25,4 |
|                      | Paul Oakley       | UK Independence Party            | 3.357   | 7,6  |
|                      | David Grace       | Liberal Democrats                | 887     | 2,0  |
|                      | Chris Southall    | Green Party of England and Wales | 719     | 1,6  |
|                      | Caroline Shearer  | unabhängig                       | 449     | 1,0  |
|                      | Robin Tilbrook    | English Democrats                | 289     | 0,7  |
|                      | Nick Martin       | unabhängig                       | 210     | 0,5  |
| Gesamt               | Gesamt            | Gesamt                           | 44.145  | 100  |
|                      |                   |                                  |         |      |
| Ungültige Stimmen    | Ungültige Stimmen | Ungültige Stimmen                | 73      | 0,2  |
| Wähler               | Wähler            | Wähler                           | 44.218  | 63,8 |
| Wahlberechtigte      | Wahlberechtigte   | Wahlberechtigte                  | 69.263  |      |
|                      |                   |                                  |         |      |
| Quelle: UK Parlament |                   |                                  |         |      |

### Parlamentswahl 2019
| Kandidaten           | Kandidaten        | Parteien                            | Stimmen | %    |
| -------------------- | ----------------- | ----------------------------------- | ------- | ---- |
|                      | Giles Watling     | Conservative Party                  | 31.438  | 72,3 |
|                      | Kevin Bonavia     | Labour Party                        | 6.736   | 15,5 |
|                      | Callum Robertson  | Liberal Democrats                   | 2.541   | 5,8  |
|                      | Chris Southall    | Green Party of England and Wales    | 1.225   | 2,8  |
|                      | Andy Morgan       | unabhängig                          | 1.099   | 2,5  |
|                      | Colin Bennett     | unabhängig                          | 243     | 0,6  |
|                      | Just-John Sexton  | Official Monster Raving Loony Party | 224     | 0,5  |
| Gesamt               | Gesamt            | Gesamt                              | 43.506  | 100  |
|                      |                   |                                     |         |      |
| Ungültige Stimmen    | Ungültige Stimmen | Ungültige Stimmen                   | 116     | 0,3  |
| Wähler               | Wähler            | Wähler                              | 43.622  | 61,5 |
| Wahlberechtigte      | Wahlberechtigte   | Wahlberechtigte                     | 70.930  |      |
|                      |                   |                                     |         |      |
| Quelle: UK Parlament |                   |                                     |         |      |

### Parlamentswahl 2024
| Kandidaten           | Kandidaten          | Parteien                         | Stimmen | %    |
| -------------------- | ------------------- | -------------------------------- | ------- | ---- |
|                      | Nigel Farage        | Reform UK                        | 21.225  | 46,2 |
|                      | Giles Watling       | Conservative Party               | 12.820  | 27,9 |
|                      | Jovan Owusu-Nepaul  | Labour Party                     | 7.448   | 16,2 |
|                      | Matthew Bensilum    | Liberal Democrats                | 2.016   | 4,4  |
|                      | Natasha Osben       | Green Party of England and Wales | 1.935   | 4,2  |
|                      | Tony Mack           | unabhängig                       | 317     | 0,7  |
|                      | Andrew Pemberton    | UK Independence Party            | 116     | 0,3  |
|                      | Craig Jamieson      | Climate Party                    | 48      | 0,1  |
|                      | Tasos Papanastasiou | Heritage Party                   | 33      | 0,1  |
| Gesamt               | Gesamt              | Gesamt                           | 45.958  | 100  |
|                      |                     |                                  |         |      |
| Ungültige Stimmen    | Ungültige Stimmen   | Ungültige Stimmen                | 111     | 0,2  |
| Wähler               | Wähler              | Wähler                           | 46.069  | 58,9 |
| Wahlberechtigte      | Wahlberechtigte     | Wahlberechtigte                  | 78.245  |      |
|                      |                     |                                  |         |      |
| Quelle: UK Parlament |                     |                                  |         |      |